# Josef Schefbeck

Josef Schefbeck

Johann Josef Schefbeck (* 21. Juli 1859 in Straubing; † 1. Februar 1946 ebenda) war ein deutscher Politiker (Zentrum).

## Leben und Wirken
Josef Schefbeck wurde als eines von acht Kindern eines Straubinger Bäckermeisters geboren. Nach dem Besuch der Gewerbeschule in Straubing wurde er erst im Betrieb seiner Eltern und dann, von 1876 bis 1878, in Betrieben in Augsburg, Nürnberg, Frankfurt, Stuttgart und Dresden zum Bäcker ausgebildet. 1878 übernahm Schefbeck die Leitung des Geschäftes seiner Eltern, bevor er den Betrieb 1883 völlig übernahm. 1895 gründete er die Bäckerzwangsinnung, in der er bis mindestens 1919 das Amt des Obermeisters bekleidete.
Von 1904 bis 1946 war Schefbeck Mitglied des Aufsichtsrats der Gewerbebank Straubing, 1909 wurde er Magistratsrat der Stadt. Von 1907 bis 1912 gehörte Schefbeck dem Reichstag des Kaiserreiches für den 2. niederbayerischen Wahlkreis Straubing an. Ferner war er Mitglied der Handwerkskammer von Niederbayern. Von 1905 bis 1918 saß Schefbeck zudem in der Bayerischen Abgeordnetenkammer, danach von 1919 bis 1920 und wieder von 1924 bis 1928 im Bayerischen Landtag. Von Januar 1919 bis Juni 1920 saß Schefbeck als Abgeordneter der Zentrumspartei für den Wahlkreis 25 (Regierungsbezirk Oberpfalz und Niederbayern) in der Weimarer Nationalversammlung.